# Distretto di Zvimba
Il distretto di Zvimba è uno dei 7 distretti che compongo la Provincia del Mashonaland Occidentale, in Zimbabwe. Ha una popolazione di 348.002 abitanti e una superficie di 6.072 Km².

## Demografia
| Censimento (Anno) | Popolazione     |
| ----------------- | --------------- |
| 2002              | 220.763         |
| 2012              | 263.020 (+1,8%) |
| 2022              | 348.002 (+2,9%) |